# یواس‌اس ال‌اس‌تی-۵۱۲
یواس‌اس ال‌اس‌تی-۵۱۲ (به انگلیسی: USS LST-512) یک کشتی بود که طول آن ۳۲۸ فوت (۱۰۰ متر) بود. این کشتی در سال ۱۹۴۳ ساخته شد.